# Aroundtown SA
Aroundtown SA (antes Aroundtown Property Holdings Plc) es una empresa inmobiliaria de capital abierto cotizada en bolsa, registrada en Luxemburgo. Invierte en propiedades comerciales y residenciales en ubicaciones centrales en ciudades europeas principalmente en Alemania y los Países Bajos.

## Compañía
Aroundtown invierte en bienes raíces comerciales y residenciales. Las propiedades comerciales pertenecen a Aroundtown y, además, Aroundtown tiene una participación sustancial (40%) en Grand City Properties SA ("GCP"), una empresa inmobiliaria que cotiza en bolsa que se centra principalmente en invertir  en el mercado inmobiliario residencial alemán.
El valor total de los activos de la compañía es de 32 000 millones de euros, el valor total del capital es de 17 000 millones de euros y la orientación de Funds from operations (FFO1) para el año calendario 2020 supera los 500 millones de euros. El beneficio neto en 2019 fue de 1 700 millones de euros.
La calificación global actual es BBB + por S&P. Esta calificación crediticia se debe al perfil comercial y la política financiera conservadora con Ratio préstamo-valor (LTV) del 34%.
Durante los últimos 5 años, la empresa ha recaudado más de 20 000 millones de euros en Recursos propios y bonos entre 2015 y 2020, en colaboración con bancos globales como JPM, BAML, Deutsche Bank, GS, MS, Citibank, UBS, SocGen, Nomura, Banco Santander, Barcleys, CS, HSBC, RBC y otros.
La mayor parte de la cartera se encuentra en las ciudades de Berlín (25%), Fráncfort, Múnich, Colonia, Ámsterdam, Londres, Hamburgo y otros importantes Europa metropolitanos. Aproximadamente la mitad de la cartera son oficinas, el resto es principalmente hoteles y residenciales (a través de participaciones del 40% en Grand City Properties). Aroundtown posee más de 170 hoteles, principalmente en Alemania y otras importantes Europa metropolitanas. La compañía posee hoteles como Hiltons en Berlín/Londres/Dublín/Edimburgo, Interconti Frankfurt, Sheraton Rome, Marriot Paris, Crown Plaza Berlin y Mercure Munich.

## Historia
La actividad empresarial del Grupo fue fundada en 2004 por Yakir Gabay, que es accionista al 10%. Las primeras adquisiciones comenzaron en el centro de Berlín, en barrios como Mitte y Charlottenburg.
Las acciones de la empresa se cotizaron en la Bolsa de Valores de Euronext a mediados de 2015 a un precio por acción de € 3.2 y una capitalización de mercado de 1 500 millones de euros. A mediados de 2018, la empresa cotiza en la Bolsa de Fráncfort y está incluida en el índice MDAX. La compañía cotiza con el símbolo ticker "AT1" y tiene una capitalización de mercado total de alrededor de 10 000 millones de euros.

## Administración
Aroundtown es administrado por el consejo de administración y está dirigido por el Co-CEO Barak Barchen, el director de mercados de capitales Oschrie Massachi, el director de desarrollo Klaus Krägel y el CFO Eyal Ben David. El presidente del consejo de la junta asesora es Gerhard Cromme, quien ocupó cargos anteriores como presidente del consejo de Siemens y ThyssenKrupp, así como miembro de los consejos de Lufthansa, Allianz, BNP Paribas, E.ON, Volkswagen y Axel Springer.

## Patrocinio
- F. C. Unión Berlín[14]